# Стара Лубянка
Стара Лубянка (пол. Stara Łubianka, нім. Lebehnke) — село в Польщі, у гміні Шидлово Пільського повіту Великопольського воєводства.
Населення — 1475 осіб (2011).
У 1975-1998 роках село належало до Пільського воєводства.

## Демографія
Демографічна структура станом на 31 березня 2011 року:
|          | Загалом | Допрацездатний вік | Працездатний вік | Постпрацездатний вік |
| -------- | ------- | ------------------ | ---------------- | -------------------- |
| Чоловіки | 721     | 151                | 522              | 48                   |
| Жінки    | 754     | 167                | 468              | 119                  |
| Разом    | 1475    | 318                | 990              | 167                  |